# Independent Patriots for Change
Die Independent Patriots for Change (IPC; zu Deutsch etwa Unabhängige Patrioten für den Wechsel) ist eine politische Partei in Namibia. Sie wurde im August 2020 von Panduleni Itula gegründet.

## Struktur
Bei der Gründungsversammlung am 2. August 2020 in Windhoek wurde Itula zum Parteipräsidenten, Brian Black zum Vorsitzenden und Christine !AochamusKlicklaut zur Generalsekretärin gewählt. Itula wurde im Mai 2022 bestätigt und Trevino Forbes zum Parteivize gewählt. Zudem wurde ein 69-köpfiges Zentralkomitee gewählt (acht Mitglieder von Itula ernannt).

## Wahlergebnisse
Die Partei nahm an den Kommunal- und Regionalratswahlen 2020 teil.
Itula erreichte zuvor, als unabhängiger Präsidentschaftskandidat bei der Wahl im November 2019, das beste Ergebnis eines unterlegenen Kandidaten jemals bei Präsidentschaftswahlen in Namibia.

### Parlament
| Parlamentswahl | Stimmenanteil | Sitze |
| -------------- | ------------- | ----- |
| 2024           | 20,21 %       | 20/96 |

### Präsident
| Präsidentschaftswahl | Kandidat        | Stimmen | Stimmenanteil |
| -------------------- | --------------- | ------- | ------------- |
| 2024                 | Panduleni Itula | 284.106 | 25,50 %       |

### Regionen
| Regionalratswahl | Sitze | Regionen |
| ---------------- | ----- | -------- |
| 2020             | 5/121 | 1.5/14   |

### Kommunen
| Kommunalwahl | Sitze  |
| ------------ | ------ |
| 2020         | 65/345 |